# Fonem
Fonem (grč. φώνημα: govor, glas) najmanja je sljedbena jedinica u jezičnome sustavu koja služi za sporazumijevanje tako da razlikuje značenje, iako je sama bez značenja. Fonemi nisu sami fizički segmenti, već njihove apstrakcije, to jest oni nisu izgovoreni, nego je to ideja o glasovima koji se izgovaraju koja postoji unutar uma govornika. Fonemi se obično bilježe unutar kosih crta (npr. /t/).
Fonem može uključivati donekle različite glasove ili alofone. Npr. slovo m u riječima mama i tramvaj različito se izgovara. Kod prvog primjera ono je dvousnenik, a kod drugog zubnousnenik; treći je način izgovora slova m u hrvatskom u riječi bomba. Govorniku hrvatskoga svi su ti glasovi dio istoga fonema /m/ unatoč drukčijemu točnom izgovoru.
Uobičajeni test ustanovljenja pripadaju li dva alofona istomu fonemu traženje je minimalnog para: riječi koje se razlikuju samo za jedan fonem kojeg proučavamo. Fonemi se u našem jeziku ne mogu posve slobodno kombinirati postoje određena ograničenja u njihovoj distribuciji (raspodjeli)